# 第83回天皇杯・第74回皇后杯 全日本総合バスケットボール選手権大会
第83回天皇杯・第74回皇后杯 全日本総合バスケットボール選手権大会（だい83かいてんのうはい・だい74かいこうごうはい ぜんにほんそうごう―せんしゅけんたいかい）は、2008年1月1日から14日まで開催された全日本総合バスケットボール選手権大会である。

## 出場チーム

### 男子
JBL
- アイシンシーホース（JBL1位）
- 東芝ブレイブサンダース（JBL3位）
- パナソニックトライアンズ（JBL5位）
- レラカムイ北海道（JBL7位）

- トヨタ自動車アルバルク（JBL2位）
- オーエスジーフェニックス東三河（JBL4位）
- 三菱電機ダイヤモンドドルフィンズ（JBL6位）
- 日立サンロッカーズ（JBL8位）

JBL2
- 豊田通商ファイティングイーグルス（JBL2 1位）
- 栃木ブレックス（JBL2 3位）

- 千葉ピアスアローバジャーズ（JBL2 2位）
- 黒田電気ブリット・スピリッツ（JBL2 4位）

学生
- 青山学院大学（1位）
- 大東文化大学（3位）
- 日本大学（5位）
- 筑波大学（7位）

- 法政大学（2位）
- 東海大学（4位）
- 早稲田大学（6位）
- 明治大学（8位）

社会人
- 九州電力（1位）

- 新生紙パルプ商事（2位）

高校
- 秋田県立能代工業高等学校

地方ブロック
- 札幌市役所（北海道）
- 琴丘体育協会（東北）
- 順天堂大学（関東）
- 新潟教員（北信越）
- 055（東海）

- 洛南高等学校（近畿）
- B・B・C・T（中国）
- 東レ愛媛（四国）
- 鹿児島レッドシャークス（九州）

### 女子
WJBL
- 富士通レッドウェーブ（Wリーグ1位）
- トヨタ自動車アンテロープス（Wリーグ3位）
- アイシン・エィ・ダブリュ ウィングス（Wリーグ5位）
- デンソーアイリス（Wリーグ7位）
- 三菱電機コアラーズ（WIリーグ1位）
- トヨタ紡織サンシャインラビッツ（WIリーグ3位）

- JOMOサンフラワーズ（Wリーグ2位）
- シャンソンVマジック（Wリーグ4位）
- JALラビッツ（Wリーグ6位）
- 日立ハイテク クーガーズ（Wリーグ8位）
- エバラヴィッキーズ（WIリーグ2位）
- ビッグブルー東京（WIリーグ4位）

学生
- 大阪体育大学（1位）
- 筑波大学（3位）
- 愛知学泉大学（5位）
- 鹿屋体育大学（7位）

- 大阪人間科学大学（2位）
- 拓殖大学（4位）
- 早稲田大学（6位）
- 山形大学（8位）

社会人
- 秋田銀行（1位）

- 鶴屋百貨店（2位）

高校
- 桜花学園高等学校

地方ブロック
- With Spirits（北海道）
- 山形市立商業高等学校（東北）
- 松蔭大学（関東）
- 福井県立福井商業高等学校（北信越）
- 岐阜女子高等学校（東海）

- 大阪薫英女学院高等学校（近畿）
- 日立笠戸（中国）
- 愛媛女子短期大学（四国）
- 中村学園女子高等学校（九州）

## 試合結果

### 男子
1回戦
- 黒田電気 71 - 65 新生紙パルプ商
- 札幌市役所 95 - 82 東レ愛媛事
- 能代工業高校 100 - 73 B・B・C・T
- 新潟教員 79 - 89 鹿児島レッドシャークス

- 九州電力 78 - 86 順天堂大学
- O55 52 - 75 早稲田大学
- 筑波大学 75 - 88 琴丘体協
- 明治大学 74 - 120 栃木

2回戦
- 豊田通商 106 - 71 黒田電気
- 札幌市役所 85 - 101 洛南高校
- 能代工業高校 71 - 88 日本大学
- 北海道 96 - 57 鹿児島レッドシャークス

- 日立 106 - 53 順天堂大学
- 早稲田大学 59 - 82 東海大学
- 琴丘体協 64 - 59 千葉
- 大東文化大学 72 - 105 栃木

3回戦
- 豊田通商 66 - 110 トヨタ自動車
- パナソニック 123 - 80 洛南高校
- 東芝 116 - 52 日本大学
- 北海道 96 - 59 法政大学

- 日立サンロッカーズ 100 - 69 青山学院大学
- オーエスジー 92 - 72 東海大学
- アイシン 116 - 53  琴丘体協
- 栃木 73 - 87 三菱電機

準々決勝
- 東芝 63 - 62 北海道
- パナソニック 76 - 89 トヨタ自動車

- オーエスジー 77 - 87 日立
- アイシン 64 - 62 三菱電機

準決勝
- 東芝 58 - 86 トヨタ自動車

- アイシン 91 - 75 日立

決勝
- アイシン 85 - 82 トヨタ自動車

### 女子
1回戦
- 鹿屋体育大学 81 - 65 秋田銀行
- 早稲田大学 71 - 73 中村学園女子高校
- 山形大学 72 - 63 福井商業高校
- 愛媛女子短大 58 - 72 日立笠戸

- 桜花学園高校 58 - 71 拓殖大学
- 愛知学泉大学 81 - 71 鶴屋百貨店
- 松蔭大学 73 - 79 東京
- With Spirits 61 - 100 岐阜女子高校

2回戦
- 山形市立商業高校 52 - 67 鹿屋体育大学
- 中村学園女子高校 75 - 59 大阪薫英女学院高校
- 山形大学 47 - 70 トヨタ紡織
- 大阪体育大学 70 - 48 日立笠戸

- 三菱電機 88 - 64 拓殖大学
- 愛知学泉大学 60 - 77 エバラ
- ビッグブルー東京 68 - 59 筑波大学
- 大阪人間科学大学 87 - 68 岐阜女子高校

3回戦
- 鹿屋体育大学 64 - 73 日立ハイテク
- 富士通 93 - 45  中村学園女子高校
- アイシン・エィ・ダブリュ 85 - 57 トヨタ紡織
- 大阪体育大学 68 - 102 シャンソン化粧品

- 三菱電機 69 - 92 日本航空
- トヨタ自動車 107 - 65 エバラ
- デンソー 80 - 54 東京
- 大阪人間科学大学 65 - 100 JOMO

準々決勝
- トヨタ自動車 87 - 58 日本航空
- デンソー 57 - 80 JOMO

- アイシン・エィ・ダブリュ 77 - 81 シャンソン化粧品
- 富士通 82 - 61 日立ハイテク

準決勝
- トヨタ自動車 76 - 79 JOMO

- 富士通 76 - 73 シャンソン化粧品

決勝
- 富士通 80 - 70 JOMO

## 大会ベスト5

### 男子
- 柏木真介（アイシン№3・2年連続2回目）
- 桜木ジェイアール（アイシン№32・初）
- チャールズ・オバノン（トヨタ自動車№13・初）
- 高橋マイケル（トヨタ自動車№34・10年ぶり3回目）
- 竹内譲次（日立№15・2年連続2回目）

### 女子
- 船引かおり（富士通№9・初）
- 矢野良子（富士通№12・3年連続3回目）
- 大神雄子（JOMO・№1・4年連続4回目）
- 相澤優子（シャンソン化粧品№7・4年ぶり2回目）
- 榊原紀子（トヨタ自動車№8・2年連続2回目）

## 備考
- 本大会より全国高等学校総合体育大会優勝及び全日本社会人選手権上位2チームにも出場権が与えられる。
- これまで旧JBL勢は外国人選手の出場が認められなかったが、今大会からはオン・コート・ワンになる。